# Gabriel Aristizábal Reutt
Gabriel de Aristizábal Reutt (Madrid, 11 de marzo de 1805 - Madrid, 2 de enero de 1877) fue un diplomático y político español.

## Biografía
Nieto del famoso marino Gabriel de Aristizábal y Espinosa que trasladó los restos de Cristóbal Colón a España e hijo del diplomático Gabriel de Aristizábal y Sequeira y de la alemana Carolina de Reutt, estudió leyes. Ganó en 1823 un puesto en la Contaduría General de Juros. Ya en política, en 1851 Aristizábal fue designado ministro de Hacienda. 
Al año siguiente fue designado por 2 meses ministro de Estado.
Falleció en Madrid el día 2 de enero de 1877.

## Familia
Se casó en 1822 con Rosa Ortiz de Medrano. Del matrimonio nacieron: Felipe, José, Gabriel, Carolina y Manuel Aristizábal Ortiz.

### Antepasados

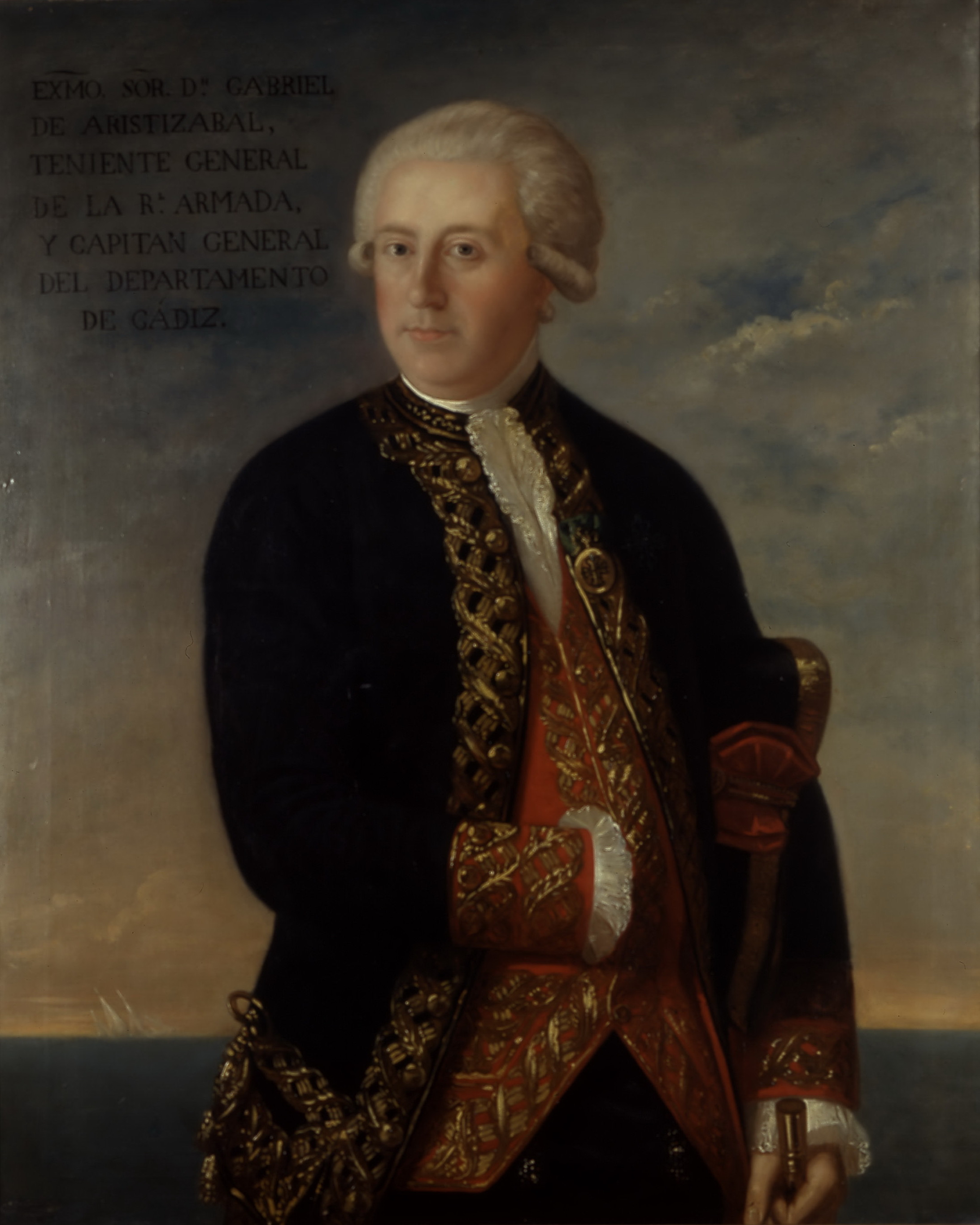
Su abuelo Gabriel de Aristizábal y Espinosa (Museo Naval de Madrid)
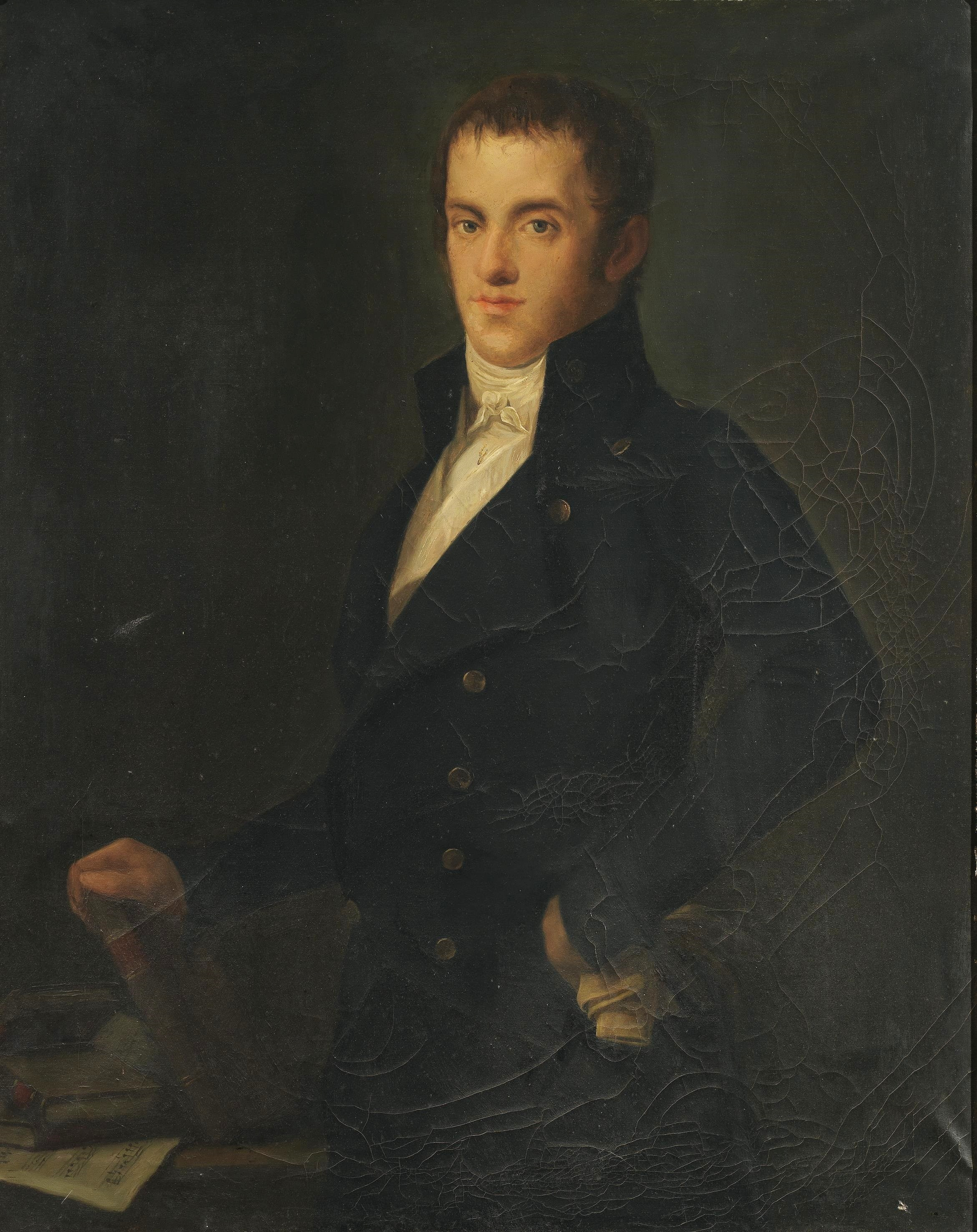
Su padre Gabriel de Aristizábal y Sequeira (Museo del Prado)

### Distinciones honoríficas
- caballero de la Orden de Carlos III[1]